# نوک (کتاب الکترونیکی)

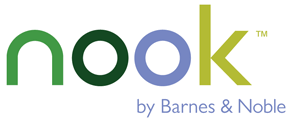
لوگوی نوک

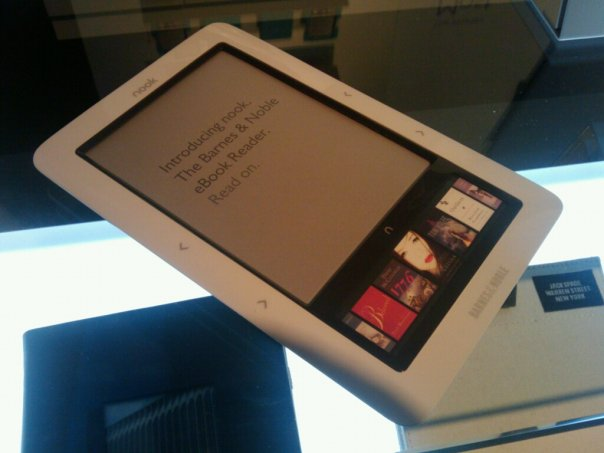
کتاب الکترونیکی نوک

نوک (به انگلیسی: Nook) یک نوع کتابخوان الکترونیکی است که توسط شرکت آمریکایی بارنز اند نوبل و بر پایهٔ پلت فرم اندروید تولید می‌شود. این محصول در اکتبر ۲۰۰۹ و در ایالات متحده معرفی شد و در ماه بعد به بازار عرضه شد. نوک توانایی اتصال به شبکه به وسیله هر دو گونه وای-فای و ای‌تی‌اندتی تری جی را دارا می‌باشد .این کتاب الکترونیکی صفحه ای ۶ اینچی دارد که با جوهر الکتروفورتیک کار می‌کند.همچنین از یک صفحهٔ لمسی کوچک رنگی مجزا برخوردار است که به عنوان یک سرویس دهندهٔ ورودی به شمار می رود. نسخه ای که در ژوئن ۲۰۱۰ به بازار آمد تنها به وای ـ فای مجهز بود.خط تولید نسخه اولیه در تاریخ نوامبر ۲۰۱۰ با اضافه کردن یک ال سی دی رنگی و تولید «نوک کالر»(نوک رنگی)ادامه پیدا کرد.در ژوئن ۲۰۱۰ نسل دوم ای اینک با نام «نوک سیمپل تاچ» (Nook Simple Touch) به بازار آمد.

## حضور در در بازار ایران
نسخه ساده این محصول که در سایت آمازون حدود ۵۰ دلار آمریکا به فروش می‌رسد در بازار ایران موجود نمی‌باشد و نسخه‌های دیگر برندهای مختلف به دلیل بسته بودن بازار ایران به قیمت‌های قابل توجه در بازار موجود است. همچنین وبگاه‌های آمریکایی اجازه ارسال محصول به ایران را نمی‌دهند. خرید کتابخوان‌ها از وبگاه‌های چینی با قیمت مناسب تر ممکن هست.